# Malcolm Marx
Malcom Justin Marx (13. července 1994 Germiston) je ragbista hrající na pozici mlynáře za jihoafrickou reprezentaci a za japonský klub Kubota Spears.   
V roce 2021, 2022 a 2024 byl vybrán do nejlepší ragbyové sestavy světa. Na MS 2019 a MS 2023 se stal mistrem světa a vyhrál Rugby Championship v roce 2019 a 2024. V roce 2014 se stal mistrem světa do dvaceti let.  
V roce 2015 vyhrál s klubem Golden Lions jihoafrickou ligu. V roce 2017 byl zvolen nejlepším hráčem sezony Super Rugby.